# Augyles indicus
Augyles indicus là một loài bọ cánh cứng trong họ Heteroceridae. Loài này được Motschulsky miêu tả khoa học đầu tiên năm 1858.